# Morlon
Morlon é uma comuna da Suíça, no Cantão Friburgo, com cerca de 577 habitantes. Estende-se por uma área de 2,50 km², de densidade populacional de 231 hab/km². Confina com as seguintes comunas: Botterens, Broc, Bulle, Echarlens, La Tour-de-Trême, Villarbeney, Villarvolard.
A língua oficial nesta comuna é o Francês.